# Jomonparel
De Jomonparel, in het Engels "Jomon Pearl" of "Jomon Pearl of Japan" genoemd, is een bijzonder oude parel die volgens de schattingen van kenners 5000 jaar geleden in Japan werd gevonden. Tot voor kort gold deze barokparel als de oudste nog bewaarde parel ter wereld. De parel werd naar de archeologische Jomonperiode genoemd, een vroege cultuur in wat nu Japan is.
De ouderdom van de parel kon worden opgemaakt uit dateringen van tijdens dezelfde opgravingen gevonden artefacten van de Jomon periode die tussen 10.000 jaar voor het begin van de christelijke jaartelling en het jaar 300 voor Christus wordt gesteld. In de vroege Jomonperiode (circa 5000–2500 v. Chr.), waarin de Jomonparel gedateerd wordt, werden in Japan de eerste dorpen gesticht. De bewoners dreven handel met Korea.
De onregelmatig gevormde parel is iets grijzig of koperkleurig. Het parelmoeren oppervlak is niet volmaakt.

## Een nog oudere parel
Een naamloze kleine grijzige zoutwaterparel met een diameter van 0,07 inch die in 2012 bij opgravingen in Umm al-Qaiwain in de Verenigde Arabische Emiraten werd gevonden moet nog ouder zijn. De parel zal volgens geleerden afkomstig zijn van een grote Pinctada margaritifera of de kleinere Pinctada radiata die tussen het jaar 5547 en 5235 voor Christus in de Arabische Golf werd gevonden. Het is daarmee het oudste bewijs van parelvisserij en het verwerken van parelmoer dat ons bekend is. 
De iets onregelmatige ronde parel is niet doorboord of gezet en is een van de 101 parels uit het neolithicum die in graven werden ontdekt.